# Un pays sans bon sens!
Pour plus de détails, voir Fiche technique et Distribution.
Un pays sans bon sens! est un film documentaire québécois, en noir et blanc, de Pierre Perrault, réalisé en 1970. 

## Synopsis
Ce film traite, de façon large, de la question nationale en l’abordant par différents biais et en la situant comme une question planétaire. Quels sont les ressorts affectifs dans l’humain de se dire appartenir à un pays ? Même décriée par certains comme une question sentimentaliste dépassée, celle-ci n’en demeure pas moins liée à une réalité humaine incontournable. Plusieurs nations questionnent leur identité nationale, les Québécois francophones dans le Canada, les Autochtones du Québec, les Bretons en France. 
Question difficile que celle de l’appartenance à une nation, mais il n’empêche qu’on repère les effets d'une appartenance nationale floue ou bafouée. Le film utilise l’exemple d’un réfugié culturel à Paris pour poser des questions comme : quels sont les peuples qui sans autonomie et possession d’un territoire, seraient viables ? À quelle condition un peuple peut-il prétendre au statut de « nation » et appeler son territoire un « pays » ?

## Fiche technique
- Titre : Un pays sans bon sens!
- Réalisation : Pierre Perrault
- Photographie : Michel Brault et Bernard Gosselin
- Montage : Yves Leduc
- Son : Serge Beauchemin
- Production : Guy L. Coté, Tom Daly et Paul Larose
- Société de production : Office national du film du Canada
  -  Canada : 26 novembre 1970

## Distribution
- Didier Dufour : Docteur-en-sciences
- Maurice Chaillot : Docteur-en-lettres
- Benjamin Simard : Biologiste
- André Lepage : Mécanicien à Sept-Îles
- Donald Carrick : Avocat à Toronto
- Allan Dale : Professeur à Winnipeg
- René Lévesque : Chef du Parti québécois
- Pierre Bourgault : Journaliste
- Majorique Dubé : Draveur et bûcheron
- Alfred Desrochers : Voix
- Charly O’Brien : Chasseur de caribous
- Albert Gagnon : Chasseur de caribous
- Paul Beauchemin : Chasseur de caribous
- Charly O’Brien : Chasseur de caribous
- Albert Gagnon : Chasseur de caribous
- Marie Tremblay
- Léopold Tremblay : Brocanteur
- Louis Harvey : Cultivateur et poète
- Laurent Tremblay : Capitaine de voiture d'eau
- Jean Raphaël : Indien
- Xavier Raphaël : Indien
- Victoire-Basile Raphaël : Indien
- Marie-Jeanne Raphaël : Indienne
- Madame Jourdain : Indienne
- Meavenn : Journaliste à Paris
- Michel Delahaye : Critique de cinéma
- Un marin breton
- Jacques Cartier : Par son Brief Récit